# Tell Me Your Wish (Genie) (singel)
„Tell Me Your Wish (Genie)” (kor. 소원을 말해봐 (Genie), Sowoneul Malhaebwa (Genie)) – szósty singel południowokoreańskiej grupy Girls’ Generation, wydany 26 czerwca 2009 roku. Utwór promował drugi minialbum zespołu – Tell Me Your Wish (Genie).
„Genie” to piosenka z gatunku bubblegum pop, omawia elementy miłości i związków. Singel przez tydzień utrzymał się na pierwszym miejscu w programie Music Bank, a także przez dwa tygodnie w programie Inkigayo.

## Lista utworów
| Nr | Tytuł                                                                             | Słowa         | Kompozycja                                                                                       | Aranżacja   | Czas |
| -- | --------------------------------------------------------------------------------- | ------------- | ------------------------------------------------------------------------------------------------ | ----------- | ---- |
| 1. | "Tell Me Your Wish (Genie)" (kor. 소원을 말해봐 (지니) Sowoneul Malhaebwa (Jini)) | Yoo Young-jin | Anne Judith Wik, Robin Jensen, Ronny Svendsen, Nermin Harambasic, Fridolin Nordsø, Yoo Young-jin | Yoo Han-jin | 3:50 |

## Singel japoński
Utwór został nagrany ponownie w języku japońskim i wydany 8 września 2010 roku pod tytułem „GENIE” jako drugi japoński singel. Osiągnął 4 pozycję w rankingu Oricon Singles Chart i pozostał na liście przez 42 tygodnie, sprzedał się w nakładzie 151 042 egzemplarzy w Japonii (rok 2011) oraz 11 670 egzemplarzy w Korei (rok 2011). Singel ukazał się w trzech wersjach: regularnej CD, regularnej CD+DVD oraz limitowanej CD+DVD.

### Lista utworów
| Nr | Tytuł                        | Słowa           | Muzyka                                                                                            | Czas |
| -- | ---------------------------- | --------------- | ------------------------------------------------------------------------------------------------- | ---- |
| 1. | „GENIE” (Japanese ver.)      | Kanata Nakamura | Anne Judith Wik, Robin Jenssen, Ronny Svendsen, Nermin Harambasic, Fridolin Nordsø, Yoo Young-jin | 3:44 |
| 2. | „GENIE” (Korean ver.)        | Yoo Young-jin   | Anne Judith Wik, Robin Jenssen, Ronny Svendsen, Nermin Harambasic, Fridolin Nordsø, Yoo Young-jin | 3:49 |
| 3. | „GENIE” (without main vocal) |                 | Anne Judith Wik, Robin Jenssen, Ronny Svendsen, Nermin Harambasic, Fridolin Nordsø, Yoo Young-jin | 3:44 |

## Notowania
Singel japoński
| Lista                                     | Pozycja |
| ----------------------------------------- | ------- |
| Weekly Oricon Singles Chart               | 4       |
| Yearly Oricon Singles Chart (rok 2010)    | 58      |
| Billboard Japan Hot 100                   | 4       |
| RIAJ Digital Track Chart                  | 8       |
| RIAJ Digital Track Chart (rok 2010)       | 78      |
| Gaon Album Chart (zagraniczne) (rok 2011) | 7       |

## Certyfikaty
| Kategoria certyfikatu        | Certyfikat |
| ---------------------------- | ---------- |
| RIAJ                         | Złoto      |
| RIAJ (digital download)      | Platyna    |
| RIAJ (full-length Chaku-Uta) | Platyna    |

## Nagrody
- 2011: Space Shower Music Video Awards: „Best Pop Music Video” – Wygrana[9]
- 2011: MTV Video Music Awards Japan: „Best Group Video” – Wygrana[10]
- 2011: MTV Video Music Awards Japan: „Video Of The Year” – Nominacja[10]
- 2011: MTV Video Music Awards Japan: „Best Karaoke! Song” – Wygrana[10]